# Countdown Grand Prix
Countdown Grand Prix was de Duitse voorronde voor het Eurovisiesongfestival van 1998 tot 2003. In 1999 won Corinna May de voorronde met het liedje Hör den Kindern einfach zu, dit werd echter al eerder op plaat gezet en daarom werd het lied gediskwalificeerd, de Turks-Duitse groep Sürpriz mocht in de plaats gaan en haalde met een 3de plaats het beste Duitse resultaat in de afgelopen 10 jaar. Na 2 mindere plaatsen werd de wedstrijd geannuleerd. In 2004 en 2005 heette de voorronde Germany 12 Points maar ook deze werd na een laatste plaats in 2005 stopgezet. In 2006 is een nieuwe wedstrijd met grote sterren als Vicky Leandros en Thomas Anders (Modern Talking) in de hoop om Duitsland nog eens een songfestivalzege te bezorgen.

## Lijst van winnaars
| Jaar | Liedje                     | Artiest     | Plaats            |
| ---- | -------------------------- | ----------- | ----------------- |
| 2003 | Let's get happy            | Lou         | 12de              |
| 2002 | I can't live withou music  | Corinna May | 21ste             |
| 2001 | Wer liebe lebt             | Michelle    | 8ste              |
| 2000 | Wadde hadde dudde da       | Stefan Raab | 5de               |
| 1999 | Hör den Kindern einfach zu | Corinna May | Gediskwalificeerd |
|      | Reise nach Jerusalem       | Sürpriz     | 3de               |
| 1998 | Guildo hat euch lieb       | Guildo Horn | 7de               |